# Малая Леушинка
Малая Леушинка — река в Ханты-Мансийском АО России. Устье реки находится в 35 км по левому берегу реки Леушинка. Длина реки составляет 26 км.

## Притоки
- 6 км: Вай (лв)
- 8 км: Большой Ключ (пр)

## Данные водного реестра
По данным государственного водного реестра России относится к Иртышскому бассейновому округу, водохозяйственный участок реки — Конда, речной подбассейн реки — Конда. Речной бассейн реки — Иртыш.